# 建制派 (香港)
建制派（英語：Pro-establishment camp），又称親中派、親北京陣營，是香港的政治派系之一，主张香港保守主义。建制派支持香港特別行政區政府和傾向維護現行社會及經濟制度，效忠中國共產黨及中華人民共和國政府，並且擁護《香港基本法》、《香港國安法》和《全国人民代表大会关于完善香港特别行政区选举制度的决定》，支持中國共產黨中央委員會總書記習近平領導下的中國特色社會主義、「一國兩制」和愛國者治港。
建制派構成頗為複雜，分為多個黨派及團體，包括民族資本家、前港英政府的部分高級官員和公務員、本地工商界人士、專業階層的親共人士、傳統左派工會、地區社團及同鄉會，他們普遍支持一國兩制並擁護《香港基本法》。在意識形態上，建制派與民主派在政治立場方面大多對立，但部分派別在某些經濟議題上持有相同意見。相反，建制派內部雖然政治立場大致相同，但不少建制派在經濟議題上的立場也會對立。
從1997年香港主權移交至今，建制派成員一直擔任行政長官、行政會議成員及特區政府主要官員，並透過結合選舉委員會和功能界別議席維持對立法會的控制權。建制派實際上是香港主權移交後至今香港特區政府的鬆散執政聯盟。根據香港法例《行政長官選舉條例》的規定，行政長官不能隸屬任何政黨。政黨成員雖然可用個人身份出選特首選舉，但當選後必須退黨，因此現時香港法律上沒有執政黨，但在意識型態、施政及實質上每屆特首均是建制派人士出任。
民主派、本土派及修憲派等派別及反中共媒體等非建制派陣營一般將之貶稱為「保皇黨」、「獻世派」、「土共」、「左仔」或「港共」。

## 簡介
建制派有來自不同背景的社團組織，涵蓋香港主流社會的工商界、金融界、地產界（合稱「商界」、「保守派」）和專業階層等，主要是指支持現香港特別行政區政府的政治組織，支持大部分香港特區政府的政策和提出的議案。民建聯及工聯會是建制派的主流力量，獲工聯會屬下工會、政府工會、公屋基層、新移民等支持，而經民聯、新民黨及自由黨主要獲得工商界、大財團及部分中產階級支持。
自從香港社會於1980年代首次以「保皇黨」稱呼效忠與維護宗主國英國統治的人士，如《蘋果日報》、《大紀元時報》等香港反中共傳媒就開始以「保皇黨」稱呼當時的親港英政府保守派以及現在的建制派。
建制派在立法局引入直選以來直至主權移交後的立法會換屆選舉中，得票率只有約三至四成，較民主派的六至七成得票率為低。但主權移交後在立法會選舉的優勢不斷增加，到2016年立法會選舉，建制派得票較主權移交初期已上升逾7成至87萬新高。建制派並通過結合選舉委員會和功能界別議席來控制立法會。
建制派在2019年香港區議會選舉中大敗，因此成為了香港區議會的少數派。但在2021年5月宣佈區議員要宣誓後，累計有260名民主派區議員辭職。有49名民主派區議員被指不符合效忠特區和擁護《基本法》遭當局裁定宣誓無效，建制派重新成為多數派。

## 歷史

### 殖民地時期
在英治時期時期已經支持中國共產黨的香港親共人士，包括工人組織如工聯會，有「左校」之稱的香島中學及培僑中學、當時的學聯、學友社等，被形容為「根正苗紅」的香港親共勢力。整個1950至60年代，傳統左派明來暗往地與親中國國民黨的右派鬥法，長期被反共的英國殖民地政府打壓及箝制，傳統左派學校的學生甚至因為校方杯葛港府的教育制度而無法升讀大專院校。
1967年，在中国大陆的文化大革命風潮下，包括楊光、費彝民、謝鴻惠、黃建立、王寬誠等在內的傳統左派發起反對英國殖民地統治的「反英抗暴」。惟傳統左派在六七暴動中的恐怖主義行為普遍受到市民強烈譴責，一些人的恐共情緒至今亦不能清除，傳統左派至今拒絕道歉，中港矛盾因而接踵而來。
1970年代正值「火紅年代」，社會運動熾熱，以梁錦松為代表的香港大學學生會親北京陣營「國粹派」，曾積極參與保釣、中文運動，1980年代亦因香港前途問題，開始與民主派針鋒相對。
1992年7月10日，緊隨民主派的民主黨（當時仍為香港民主同盟及匯點）、工商界的自由黨（前身為啟聯資源中心）成立之後，傳統左派人士以曾鈺成、馬力、程介南、葉國謙、楊耀忠等為首，創立政黨民主建港聯盟（民建聯）參選立法局，以「民主回歸」為綱領，成員不少來自工聯會及教聯會。
1997年加入臨時立法會，推翻了不少被認為「對特區政府運作做成障礙」的法例。同時民建聯及工聯會亦加入行政會議，其中工聯會的鄭耀棠更身兼行政會議非官守成員長達二十年。

### 主權移交後發展
香港主權移交後，在董建華管治下，建制派政黨領袖如自由黨主席田北俊、民建聯主席曾鈺成、工聯會長鄭耀棠等，皆委任為行政會議成員。建制派雖在直選議席不及泛民主派，但憑籍功能組別和選舉委員會界別仍取得對立法會的控制權。
2003年七一遊行，超過五十萬名香港市民上街反對基本法第二十三條立法以及各種市民認為的施政失誤，時任自由黨主席田北俊辭去行政會議成員並改變立場反對立法，其後部分工商界功能組別議員跟隨自由黨改變立場，在失去議會多數支持下，特區政府最終撤回方案，而自由黨在2004年香港立法會選舉中成功取回直選議席。七一遊行後，民建聯在2003年香港區議會選舉慘敗，但在2004年香港立法會選舉仍能取得10席，2007年香港區議會選舉中，共得117席大勝，民建聯從此坐大，成為建制派第一大黨。民建聯於2005年併入香港協進聯盟后，改走跨階層路線，以擴大在立法會的影響力。此後，工聯會在2008年起獨立參選，不再以民建聯名義參選立法會。
因民建聯主席馬力逝世而出缺的2007年港島區補選由因推銷基本法二十三條立法而下台的前保安局局長葉劉淑儀對撼獲泛民主派支持的前政務司司長陳方安生。雖然葉劉淑儀落敗，但她在2008年香港立法會選舉中成功當選。
2008年香港立法會選舉，建制派直選減少一席，直選議席與民主派的比例是11:19，但憑功能組別繼續控制立法會。
2011年，葉劉淑儀與史泰祖及田北辰創立新民黨，以中產及專業界別選民為對象。近年來，愈來愈多標榜「獨立」的建制派人士參選立法會，但被指獲香港中聯辦支持。
2011年香港區議會選舉，由於成功建立重視地區工作的形象，建制派「大獲全勝」，全取十八區區議會的控制權。近年民建聯及建制派社團坐大，在區議會和立法會均坐擁最多議席，行政會議、局長、副局長及政治助理均有其成員，因而成為民主派的最大政治對手。
2012年香港立法會選舉，雖然總得票仍不及泛民主派，但直選議席比例因泛民互搶選票導致分薄票源，由11:19變為17:18，取得五個新增地方直選議席，連同佔優的傳統功能組別議席，維持立法會的多數。選後，經民聯及新民黨加入行政會議，自由黨拒絕加入。不過，若是計算「反梁」及「親梁」兩大派別，連同堅定「反梁」的民主派議員，加上「反梁」的自由黨5名議員及獨立建制派林大輝，「反梁」及「親梁」人數近乎相同。
梁振英於2012年7月成為香港第四任行政長官後，民主派指控梁振英報復反梁陣營，下「封殺令」禁止司局長級官員出席自由黨2013年12月舉行的20周年黨慶酒會，田北俊因此直言梁振英「小器」。
梁振英上台後，逐漸出現了其他激進建制派組織，如愛港之聲、幫港出聲、保衛香港運動、正義聯盟等。由於他們的態度比一般建制派激進，以及積極與泛民主派打對台，例如「參與」民陣舉行的七一大遊行（在示威時喊挑釁口號），公開表明撐特區警察、親中共、反對港獨等，並在泛民主派發起的示威遊行中出現並辱罵泛民主派的支持者，需要警方進行分隔。
2015年6月18日，立法會第二天審議政改方案，中午約12時開始表決，但大批建制派議員在表決前突然離場，政改方案最終被大比數否決。建制派議員表決後見記者，稱是為了等身體不適的劉皇發前來才集體離場，劉皇發亦就自己遲到一事道歉。
2015年末，原屬公民黨的立法會議員湯家驊，退出公民黨並辭去立法會議席，改為成立中間派組織民主思路，並出任召集人。
2016年香港立法會選舉，建制派支持政府以「確認書」方式，阻止支持香港獨立的候選人參與立法會選舉。民主思路亦派出兩條名單出選香港島和新界東，可是兩者最終分別以10,028票及8,084票低票落選並被沒收選舉按金。最終建制派在立法會選舉中維持約四成選票，地區直選減至取得16席，功能組別取得24席。
於2017年行政長官選舉中，選舉委員會內的大部分建制派人士，首次在不根據大眾民意的情況下推選出行政長官，反映北京當局對香港正加強影響力。
因為香港立法會宣誓風波，6名民主派議員被香港高等法院取消資格，建制派在香港主權移交後首次取得地區直選的過半數議席，並在2018年3月香港立法會補選中勝出九龍西選區及另一功能界別議席，維持地區直選及功能界別的過半數議席，及後同一年11月獲得九龍西地方選區補選席次後，在地區直選共獲得18席，獲得穩定的分組點票否決權，在兩邊獲得穩固的多數形態。
2019年香港區議會選舉，建制派遭遇空前慘敗。在452個民選議席當中，只取得59席並失去了十七區區議會的控制權。只因與鄉事派得到的27席當然議席，才得以些微優勢在離島區議會維持大多數。

## 政治派別
建制派包括多個香港政黨、政治組織及一些獨立人士，現時立法會的政黨主要包括民建聯、經民聯、工聯會、新民黨、自由黨等。目前各建制派政黨之政治光譜可以被如此理解。
- 傳統建制派：民建聯、工聯會、港九勞工社團聯會等
- 商界：經民聯、新民黨、自由黨、實政圓桌等
- 地區組織：西九新動力、公民力量、創建力量、專業動力、民生圓桌等
- 激進建制派：新界關注大聯盟、愛護香港力量、愛港之聲、保衛香港運動、幫幫香港出聲行動、香港青年關愛協會、香港政研會等
- 鄉事派及其他：紫荊黨、新世紀論壇、新界鄉議局及各鄉事委員會等

### 工會和社團
傳統建制派政團以民建聯、工聯會、新界社團聯會、九龍社團聯會及香港島各界聯合會等為主，而民建聯是建制派的最大政黨，與泛民主派關係惡劣，並在地區上存在競爭。

### 工業界和商界
工商派自香港主權移交後，一直主導香港特別行政區政府的經濟政策。目前工商界政黨以自由黨、經民聯、新民黨等為主。2012年後，因自由黨反對梁振英（並非反對香港政府），經民聯和新民黨從自由黨分裂，其中新民黨只在直選中參選，對象是中產選民，吸納公民力量後在港島及新界均有區議員，經民聯則以功能界別為主，但其中梁美芬及加入經民聯的西九新動力在九龍西有不少區議員。

### 鄉事派
以新界鄉議局成員、新界社團聯會等新界鄉事勢力為主，主要成員以新界原居民及鄉郊社團組織為主，1997年前鄉事派支持港英政府及中華民國政府，但1997年香港主權移交後成為「愛國愛港」的政治力量之一，堅定擁護中華人民共和國政府和香港特別行政區政府，主張「愛國愛港愛鄉」，以維護新界原居民的特權利益為主要特點；與民主派關係惡劣，惟民主派難以撼動鄉事派。部分鄉事派及新界社團聯會成員會以民建聯名義參選。也有部分鄉事派對傳統建制派不滿，如2015年元朗區議會鄉事派聯同民主派投票給沈豪傑，令梁志祥不能當選區議會主席。

## 選舉

### 立法會選舉
| 地區直選、功能組別名稱       | 姓名     | 所屬政黨 | 所屬政黨          | 備註                                       |
| ---------------------------- | -------- | -------- | ----------------- | ------------------------------------------ |
| 香港島                       | 葉劉淑儀 |          | 匯賢智庫          |                                            |
| 香港島                       | 曾鈺成   |          | 民建聯            | 行政會議成員，後當選為立法會主席           |
| 九龍西                       | 李慧琼   |          | 民建聯            |                                            |
| 九龍西                       | 梁美芬   |          | 西九新動力        |                                            |
| 九龍東                       | 黃國健   |          | 工聯會            |                                            |
| 九龍東                       | 陳鑑林   |          | 民建聯            |                                            |
| 新界西                       | 譚耀宗   |          | 民建聯            |                                            |
| 新界西                       | 王國興   |          | 工聯會            |                                            |
| 新界西                       | 張學明   |          | 民建聯            |                                            |
| 新界東                       | 陳克勤   |          | 民建聯            |                                            |
| 新界東                       | 劉江華   |          | 民建聯            |                                            |
| 鄉議局                       | 劉皇發   |          | 自由黨            | 後退黨與林健鋒等人籌組經濟動力；鄉議局主席 |
| 漁農界                       | 黃容根   |          | 民建聯            |                                            |
| 保險界                       | 陳健波   |          | 獨立              |                                            |
| 航運交通界                   | 劉健儀   |          | 自由黨            |                                            |
| 工程界                       | 何鍾泰   |          | 專業會議          |                                            |
| 建築、測量、都市規劃及園境界 | 劉秀成   |          | 泛聯盟 → 專業會議 |                                            |
| 勞工界                       | 潘佩璆   |          | 工聯會            |                                            |
| 勞工界                       | 葉偉明   |          | 工聯會            |                                            |
| 勞工界                       | 李鳳英   |          | 勞聯              |                                            |
| 地產及建造界                 | 石禮謙   |          | 專業會議          |                                            |
| 旅遊界                       | 謝偉俊   |          | 獨立              |                                            |
| 商界(第一)                   | 林健鋒   |          | 自由黨            | 後退黨與梁劉柔芬等人籌組經濟動力           |
| 商界(第二)                   | 黃宜弘   |          | 獨立              |                                            |
| 工業界(第一)                 | 梁君彥   |          | 自由黨            | 後退黨與林健鋒等人籌組經濟動力             |
| 工業界(第二)                 | 林大輝   |          | 獨立              |                                            |
| 金融界                       | 李國寶   |          | 獨立              |                                            |
| 金融服務界                   | 詹培忠   |          | 獨立              |                                            |
| 體育、演藝、文化及出版界     | 霍震霆   |          | 獨立              |                                            |
| 進出口界                     | 黃定光   |          | 民建聯            |                                            |
| 紡織及製衣界                 | 梁劉柔芬 |          | 自由黨            | 後退黨與林健鋒等人籌組經濟動力             |
| 批發及零售界                 | 方剛     |          | 自由黨            |                                            |
| 飲食界                       | 張宇人   |          | 自由黨            |                                            |
| 區議會(第一)                 | 葉國謙   |          | 民建聯            |                                            |

| 地區直選、功能組別名稱       | 姓名     | 所屬政黨 | 所屬政黨   | 備註             |
| ---------------------------- | -------- | -------- | ---------- | ---------------- |
| 香港島                       | 葉劉淑儀 |          | 新民黨     | 新民黨主席       |
| 香港島                       | 郭偉強   |          | 工聯會     |                  |
| 香港島                       | 鍾樹根   |          | 民建聯     |                  |
| 香港島                       | 曾鈺成   |          | 民建聯     | 立法會主席       |
| 九龍西                       | 蔣麗芸   |          | 民建聯     |                  |
| 九龍西                       | 梁美芬   |          | 經民聯     |                  |
| 九龍東                       | 黃國健   |          | 工聯會     |                  |
| 九龍東                       | 謝偉俊   |          | 獨立       |                  |
| 九龍東                       | 謝偉俊   | 創建力量 |            |                  |
| 九龍東                       | 陳鑑林   |          | 民建聯     |                  |
| 新界西                       | 陳恒鑌   |          | 民建聯     |                  |
| 新界西                       | 譚耀宗   |          | 民建聯     |                  |
| 新界西                       | 麥美娟   |          | 工聯會     |                  |
| 新界西                       | 梁志祥   |          | 民建聯     |                  |
| 新界西                       | 田北辰   |          | 新民黨     |                  |
| 新界東                       | 陳克勤   |          | 民建聯     |                  |
| 新界東                       | 田北俊   |          | 自由黨     |                  |
| 新界東                       | 葛珮帆   |          | 民建聯     |                  |
| 區議會(第二)                 | 陳婉嫻   |          | 工聯會     |                  |
| 區議會(第二)                 | 李慧琼   |          | 民建聯     | 民建聯主席       |
| 鄉議局                       | 劉皇發   |          | 經民聯     |                  |
| 漁農界                       | 何俊賢   |          | 民建聯     |                  |
| 保險界                       | 陳健波   |          | 獨立       |                  |
| 航運交通界                   | 易志明   |          | 自由黨     |                  |
| 工程界                       | 盧偉國   |          | 經民聯     |                  |
| 建築、測量、都市規劃及園境界 | 謝偉銓   |          | 獨立       |                  |
| 勞工界                       | 郭偉強   |          | 工聯會     |                  |
| 勞工界                       | 鄧家彪   |          | 工聯會     |                  |
| 勞工界                       | 潘兆平   |          | 勞聯       |                  |
| 地產及建造界                 | 石禮謙   |          | 經民聯     |                  |
| 旅遊界                       | 姚思榮   |          | 獨立       |                  |
| 商界(第一)                   | 林健鋒   |          | 經民聯     |                  |
| 商界(第二)                   | 廖長江   |          | 獨立       | 建制派會議召集人 |
| 工業界(第一)                 | 梁君彥   |          | 經民聯     |                  |
| 工業界(第二)                 | 林大輝   |          | 公民力量   |                  |
| 金融界                       | 吳亮星   |          | 獨立       |                  |
| 金融服務界                   | 張華峰   |          | 經民聯     |                  |
| 體育、演藝、文化及出版界     | 馬逢國   |          | 新世紀論壇 |                  |
| 進出口界                     | 黃定光   |          | 民建聯     |                  |
| 紡織及製衣界                 | 鍾國斌   |          | 自由黨     | 自由黨主席       |
| 批發及零售界                 | 方剛     |          | 自由黨     |                  |
| 飲食界                       | 張宇人   |          | 自由黨     |                  |
| 區議會(第一)                 | 葉國謙   |          | 民建聯     | 行政會議成員     |

| 地區直選、功能組別名稱       | 姓名     | 所屬政黨 | 所屬政黨       | 備註                                               |
| ---------------------------- | -------- | -------- | -------------- | -------------------------------------------------- |
| 香港島                       | 葉劉淑儀 |          | 新民黨         | 新民黨主席                                         |
| 香港島                       | 郭偉強   |          | 工聯會         |                                                    |
| 香港島                       | 張國鈞   |          | 民建聯         |                                                    |
| 九龍西                       | 蔣麗芸   |          | 民建聯         |                                                    |
| 九龍西                       | 梁美芬   |          | 經民聯         |                                                    |
| 九龍西                       | 鄭泳舜   |          | 民建聯         | 接替游蕙禎                                         |
| 九龍西                       | 陳凱欣   |          | 獨立           | 於2020年9月17日被法庭裁定非妥為當選 （接替劉小麗） |
| 九龍東                       | 黃國健   |          | 工聯會         |                                                    |
| 九龍東                       | 謝偉俊   |          | 創建力量       |                                                    |
| 九龍東                       | 柯創盛   |          | 民建聯         |                                                    |
| 新界西                       | 陳恒鑌   |          | 民建聯         |                                                    |
| 新界西                       | 何君堯   |          | 新界關注大聯盟 |                                                    |
| 新界西                       | 麥美娟   |          | 工聯會         |                                                    |
| 新界西                       | 梁志祥   |          | 民建聯         |                                                    |
| 新界西                       | 田北辰   |          | 實政圓桌       |                                                    |
| 新界東                       | 陳克勤   |          | 民建聯         |                                                    |
| 新界東                       | 容海恩   |          | 新民黨         |                                                    |
| 新界東                       | 葛珮帆   |          | 民建聯         |                                                    |
| 區議會(第二)                 | 周浩鼎   |          | 民建聯         |                                                    |
| 區議會(第二)                 | 李慧琼   |          | 民建聯         | 民建聯主席                                         |
| 鄉議局                       | 劉業強   |          | 經民聯         |                                                    |
| 漁農界                       | 何俊賢   |          | 民建聯         |                                                    |
| 保險界                       | 陳健波   |          | 獨立           |                                                    |
| 航運交通界                   | 易志明   |          | 自由黨         |                                                    |
| 工程界                       | 盧偉國   |          | 經民聯         |                                                    |
| 建築、測量、都市規劃及園境界 | 謝偉銓   |          | 獨立           | 接替姚松炎                                         |
| 勞工界                       | 何啟明   |          | 工聯會         | 於2020年5月30日辭職，出任勞工及福利局副局長        |
| 勞工界                       | 陸頌雄   |          | 工聯會         |                                                    |
| 勞工界                       | 潘兆平   |          | 勞聯           |                                                    |
| 地產及建造界                 | 石禮謙   |          | 經民聯         |                                                    |
| 旅遊界                       | 姚思榮   |          | 獨立           |                                                    |
| 商界(第一)                   | 林健鋒   |          | 經民聯         |                                                    |
| 商界(第二)                   | 廖長江   |          | 獨立           | 建制派會議召集人                                   |
| 工業界(第一)                 | 梁君彥   |          | 經民聯         | 立法會主席                                         |
| 工業界(第二)                 | 吳永嘉   |          | 經民聯         |                                                    |
| 金融界                       | 陳振英   |          | 獨立           |                                                    |
| 金融服務界                   | 張華峰   |          | 經民聯         |                                                    |
| 體育、演藝、文化及出版界     | 馬逢國   |          | 新世紀論壇     |                                                    |
| 進出口界                     | 黃定光   |          | 民建聯         |                                                    |
| 紡織及製衣界                 | 鍾國斌   |          | 自由黨         | 自由黨黨魁                                         |
| 批發及零售界                 | 邵家輝   |          | 自由黨         |                                                    |
| 飲食界                       | 張宇人   |          | 自由黨         |                                                    |
| 區議會(第一)                 | 劉國勳   |          | 民建聯         |                                                    |

| 地區直選、功能組別名稱             | 姓名     | 所屬政黨 | 所屬政黨         | 備註                                          |
| ---------------------------------- | -------- | -------- | ---------------- | --------------------------------------------- |
| 香港島東                           | 吳秋北   |          | 工聯會           | 工聯會會長                                    |
| 香港島東                           | 梁熙     |          | 民建聯           |                                               |
| 香港島西                           | 葉劉淑儀 |          | 新民黨           | 新民黨主席                                    |
| 香港島西                           | 陳學鋒   |          | 民建聯           |                                               |
| 九龍東                             | 鄧家彪   |          | 工聯會           |                                               |
| 九龍東                             | 顏汶羽   |          | 民建聯           |                                               |
| 九龍西                             | 梁文廣   |          | 西九新動力       |                                               |
| 九龍西                             | 鄭泳舜   |          | 民建聯           |                                               |
| 九龍中                             | 李慧琼   |          | 民建聯           | 民建聯主席                                    |
| 九龍中                             | 楊永     |          | 九龍社團聯會     | [ a ]                                         |
| 新界東南                           | 李世榮   |          | 民建聯           |                                               |
| 新界東南                           | 林素蔚   |          | 專業動力         |                                               |
| 新界北                             | 張欣宇   |          | 香港新方向       |                                               |
| 新界北                             | 劉國勳   |          | 民建聯           |                                               |
| 新界西北                           | 周浩鼎   |          | 民建聯           |                                               |
| 新界西北                           | 田北辰   |          | 實政圓桌         |                                               |
| 新界西南                           | 陳恒鑌   |          | 民建聯           |                                               |
| 新界西南                           | 陳穎欣   |          | 工聯會           |                                               |
| 新界東北                           | 陳克勤   |          | 民建聯           |                                               |
| 新界東北                           | 李梓敬   |          | 新民黨           |                                               |
| 選舉委員會                         | 梁美芬   |          | 經民聯           |                                               |
| 選舉委員會                         | 張國鈞   |          | 民建聯           | 於2022年6月18日辭職，出任律政司副司長         |
| 選舉委員會                         | 鄧 飛    |          | 教聯會           |                                               |
| 選舉委員會                         | 陳曼琪   |          | 獨立             |                                               |
| 選舉委員會                         | 麥美娟   |          | 工聯會           | 於2022年6月18日辭職，出任民政及青年事務局局長 |
| 選舉委員會                         | 容海恩   |          | 新民黨           |                                               |
| 選舉委員會                         | 葛珮帆   |          | 民建聯           |                                               |
| 選舉委員會                         | 李浩然   |          | 獨立             |                                               |
| 選舉委員會                         | 黃元山   |          | 獨立             | 於2022年12月27日辭職，出任特首政策組組長      |
| 選舉委員會                         | 陳仲尼   |          | 民建聯           |                                               |
| 選舉委員會                         | 陳凱欣   |          | 獨立             |                                               |
| 選舉委員會                         | 簡慧敏   |          | 獨立             |                                               |
| 選舉委員會                         | 陳家珮   |          | 新民黨           |                                               |
| 選舉委員會                         | 謝偉俊   |          | 創建力量         | [ b ]                                         |
| 選舉委員會                         | 何君堯   |          | 新界關注大聯盟   | [ c ]                                         |
| 選舉委員會                         | 譚岳衡   |          | 獨立             |                                               |
| 選舉委員會                         | 陳紹雄   |          | 獨立             |                                               |
| 選舉委員會                         | 吳傑莊   |          | 獨立             |                                               |
| 選舉委員會                         | 黎棟國   |          | 新民黨           |                                               |
| 選舉委員會                         | 馬逢國   |          | 新論壇           |                                               |
| 選舉委員會                         | 劉智鵬   |          | 獨立             |                                               |
| 選舉委員會                         | 陳沛良   |          | 獨立             |                                               |
| 選舉委員會                         | 黃 國    |          | 工聯會           |                                               |
| 選舉委員會                         | 陳月明   |          | 獨立             |                                               |
| 選舉委員會                         | 林 琳    |          | 民建聯           |                                               |
| 選舉委員會                         | 陸頌雄   |          | 工聯會           |                                               |
| 選舉委員會                         | 梁毓偉   |          | 獨立             |                                               |
| 選舉委員會                         | 林順潮   |          | 獨立             |                                               |
| 選舉委員會                         | 洪 雯    |          | 獨立             |                                               |
| 選舉委員會                         | 孫 東    |          | 獨立             | 於2022年6月18日辭職，出任創新科技及工業局局長 |
| 選舉委員會                         | 郭玲麗   |          | 民建聯           |                                               |
| 選舉委員會                         | 管浩鳴   |          | 獨立             |                                               |
| 選舉委員會                         | 李鎮強   |          | 自由黨           |                                               |
| 選舉委員會                         | 周文港   |          | 獨立             |                                               |
| 選舉委員會                         | 陸瀚民   |          | 經民聯           |                                               |
| 選舉委員會                         | 江玉歡   |          | 獨立             |                                               |
| 選舉委員會                         | 林筱魯   |          | 獨立             |                                               |
| 選舉委員會                         | 蘇長荣   |          | 香港島各界聯合會 | [ d ]                                         |
| 選舉委員會                         | 林振昇   |          | 勞聯             |                                               |
| 選舉委員會                         | 林智遠   |          | 獨立             | 於2022年6月18日辭職，出任審計署署長           |
| 選舉委員會                         | 陳永光   |          | 民建聯           |                                               |
| 選舉委員會                         | 黃錦輝   |          | 獨立             |                                               |
| 選舉委員會                         | 何敬康   |          | 新民黨           |                                               |
| 選舉委員會                         | 尚海龍   |          | 獨立             |                                               |
| 鄉議局                             | 劉業強   |          | 經民聯           |                                               |
| 漁農界                             | 何俊賢   |          | 民建聯           |                                               |
| 保險界                             | 陳健波   |          | 獨立             |                                               |
| 航運交通界                         | 易志明   |          | 自由黨           |                                               |
| 教育界                             | 朱國強   |          | 教聯會           | 教聯會副主席                                  |
| 法律界                             | 林新強   |          | 獨立             |                                               |
| 會計界                             | 黃俊碩   |          | 民建聯           |                                               |
| 醫療衛生界                         | 林哲玄   |          | 獨立             |                                               |
| 工程界                             | 盧偉國   |          | 經民聯           | 經民聯主席                                    |
| 建築、測量、都市規劃及園境界       | 謝偉銓   |          | 獨立             |                                               |
| 勞工界                             | 梁子穎   |          | 工聯會           |                                               |
| 勞工界                             | 郭偉強   |          | 工聯會           |                                               |
| 勞工界                             | 周小松   |          | 勞聯             |                                               |
| 地產及建造界                       | 龍漢標   |          | 經民聯           |                                               |
| 旅遊界                             | 姚柏良   |          | 創建力量         | [ e ]                                         |
| 商界(第一)                         | 林健鋒   |          | 經民聯           |                                               |
| 商界(第二)                         | 廖長江   |          | 獨立             | 建制派召集人                                  |
| 商界(第三)                         | 嚴 剛    |          | 獨立             |                                               |
| 工業界(第一)                       | 梁君彥   |          | 經民聯           | 立法會主席                                    |
| 工業界(第二)                       | 吳永嘉   |          | 經民聯           |                                               |
| 金融界                             | 陳振英   |          | 獨立             |                                               |
| 金融服務界                         | 李惟宏   |          | 獨立             |                                               |
| 體育、演藝、文化及出版界           | 霍啟剛   |          | 獨立             |                                               |
| 進出口界                           | 黃英豪   |          | 民建聯           |                                               |
| 紡織及製衣界                       | 陳祖恒   |          | 經民聯           |                                               |
| 批發及零售界                       | 邵家輝   |          | 自由黨           |                                               |
| 科技創新界                         | 邱達根   |          | 獨立             |                                               |
| 飲食界                             | 張宇人   |          | 自由黨           | 自由黨主席                                    |
| 港區人大政協及有關全國性團體代表界 | 陳 勇    |          | 民建聯           |                                               |

| 選舉                | 地區直選得票 | 地區直選得票比例 | 地區直選議席 | 功能界別議席 | 超級區議會議席 | 選舉委員會議席 | 選前議席變化 | 選舉取得議席 | 選後總議席變化 | +/- |
| ------------------- | ------------ | ---------------- | ------------ | ------------ | -------------- | -------------- | ------------ | ------------ | -------------- | --- |
| 1998年              | 449,968      | 30.38%           | 5            | 35           | 不適用         | 不適用         | 55 / 60      | 40 / 60      | 40 / 60        | ▼15 |
| 2000年              | 461,048      | 34.94%           | 8            | 31           | 不適用         | 不適用         | 40 / 60      | 39 / 60      | 39 / 60        | ▼1  |
| 2000年 (香港島補選) | 78,282       | 37.63%           | 0            | 不適用       | 不適用         | 不適用         | 1 / 1        | 0 / 1        | 38 / 60        | ▼1  |
| 2004年              | 661,972      | 37.40%           | 12           | 23           | 不適用         | 不適用         | 38 / 60      | 35 / 60      | 35 / 60        | ▼3  |
| 2007年 (香港島補選) | 137,550      | 42.89%           | 0            | 不適用       | 不適用         | 不適用         | 1 / 1        | 0 / 1        | 34 / 60        | ▼1  |
| 2008年              | 601,824      | 39.71%           | 11           | 25           | 不適用         | 不適用         | 34 / 60      | 36 / 60      | 36 / 60        | ▲2  |
| 2012年              | 772,487      | 42.66%           | 17           | 23           | 2              | 不適用         | 36 / 60      | 42 / 70      | 42 / 70        | ▲6  |
| 2016年 (新界東補選) | 150,329      | 34.75%           | 0            | 不適用       | 不適用         | 不適用         | 0 / 1        | 0 / 1        | 42 / 70        | ━ 0 |
| 2016年              | 871,016      | 40.17%           | 16           | 22           | 2              | 不適用         | 42 / 70      | 40 / 70      | 40 / 70        | ▼2  |
| 2018年3月 (補選)    | 388,017      | 43.19%           | 1            | 1            | 不適用         | 不適用         | 0 / 4        | 2 / 4        | 42 / 70        | ▲2  |
| 2018年11月 (補選)   | 106,457      | 49.52%           | 1            | 不適用       | 不適用         | 不適用         | 0 / 1        | 1 / 1        | 43 / 70        | ▲1  |
| 2021年              | 1,232,555    | 93.15%           | 10           | 29           | 不適用         | 40             | 41 / 70      | 89 / 90      | 89 / 90        | ▲47 |
| 2022年              | 3,656        |                  | 不適用       | 不適用       | 不適用         | 4              | 85 / 90      | 4 / 6        | 89 / 90        | ▲4  |

### 區議會選舉
| 選舉   | 得票      | 得票比例 | 直選議席  | +/-  |
| ------ | --------- | -------- | --------- | ---- |
| 1999年 | 443,441   | 54.69%   | 232 / 390 | ▲22  |
| 2003年 | 489,889   | 46.48%   | 201 / 400 | ▼28  |
| 2007年 | 614,621   | 53.98%   | 273 / 405 | ▲61  |
| 2011年 | 654,368   | 55.42%   | 301 / 412 | ▲23  |
| 2015年 | 788,389   | 54.61%   | 298 / 431 | ▼6   |
| 2019年 | 1,206,645 | 41.32%   | 59 / 452  | ▼240 |

### 已停止舉辦的選舉

#### 立法局選舉
| 選舉   | 地區直選得票 | 地區直選得票比例 | 地區直選議席 | 功能界別議席 | 選舉委員會議席 | 議席    | +/-    |
| ------ | ------------ | ---------------- | ------------ | ------------ | -------------- | ------- | ------ |
| 1991年 | 262,325      | 19.16%           | 1            | 10           | 不適用         | 11 / 60 | 不適用 |
| 1995年 | 278,850      | 30.58%           | 3            | 20           | 6              | 29 / 60 | ▲18    |